# Aeroportul Great Barrier Reef
Aeroportul Great Barrier Reef (IATA: HTI, ICAO: YBHM) este un aeroport din Whitsunday Region⁠(d), Queensland, Australia ce deservește zona Whitsunday Islands⁠(d). Aeroportul a fost tranzitat în 2022 de 500.052 de pasageri. A fost numit după Marea Barieră de Corali.
Situat la o altitudine de 4 m, aeroportul dispune de 1 pistă.

## Infrastructură

### Piste
Aeroportul dispune de o singură pistă. Pista 14/32 are suprafața de asfalt și dimensiunile 1.764 m × 45 m. 